# Francesco Zagar
Francesco Zàgar (Pola, 30 novembre 1900 – Milano, 17 febbraio 1976) è stato un astronomo e matematico italiano.

## Biografia
Nato a Pola nel 1900, Zagar si laureò in matematica presso l'Università di Padova nel 1923, con una tesi sul problema dei tre corpi. Dopo un breve periodo di insegnamento alla scuola media, Zagar fu assunto dall'Università di Padova nel 1928 come astronomo aggiunto. Due anni dopo, conseguì la libera docenza in astronomia e nel 1934 fu assunto come astronomo. Durante questo periodo, calcolò i parametri orbitali del neo-scoperto Plutone e ricevette il Premio reale per l'astronomia dall'Accademia dei Lincei (1934).
Nel 1936 venne chiamato ad insegnare astronomia presso l'Università di Palermo e a dirigere l'osservatorio cittadino, incarico che mantenne fino al 1939. Durante il periodo della sua direzione, Zagar riavviò l'attività osservativa presso l'osservatorio, recuperando un telescopio equatoriale di Merz-Cavignato, col quale furono condotte le osservazioni della Cometa Finsler nel 1937. A questo periodo risalgono inoltre alcuni lavori di astronomia sferica e di storia dell'astronomia in Italia.

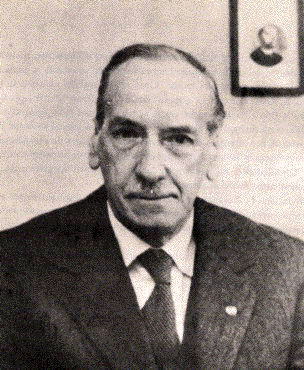
Il Prof. Zagar negli ultimi anni

Quando nel 1938 le leggi razziali portarono all'allontanamento di Guido Horn D'Arturo dall'Università di Bologna, Zagar fu chiamato a sostituirlo sia nell'insegnamento dell'astronomia, sia nella direzione dell'osservatorio cittadino. Durante questo periodo si interessò di stelle binarie e multiple, mentre l'attività osservativa si concentrò sulle stelle variabili e sulle nebulose planetarie. Al termine del secondo conflitto mondiale Horn d'Arturo fu reintegrato alla direzione dell'osservatorio bolognese; Zagar mantenne invece l'insegnamento di astronomia e fu eletto preside della Facoltà di Scienze.
Nel 1948 pubblicò una delle sue opere più importanti, Astronomia sferica e teorica con Zanichelli. L'anno seguente, Zagar si spostò a Milano, dove insegnò astronomia all'Università Statale di Milano e diresse l'osservatorio astronomico di Brera fino al 1971. Durante la sua dirigenza, Zagar potenziò la sezione distaccata di Merate, che si specializzò nell'astrofisica, ma restaurò anche la sede di Brera, che aveva subito numerosi danni durante il conflitto. La sua personale attività di ricerca riguardò soprattutto la cosmologia e l'astrodinamica. Assunse inoltre la dirigenza di varie istituzioni astronomiche, quali la Commissione Nazionale per l'Astronomia, il Centro di Astrofisica del CNR, la Società Astronomica Italiana e la Commissione sul tempo dell'Unione Astronomica Internazionale (1967-1970).
Nel 1959 era divenuto socio nazionale dell'Accademia dei Lincei.
Dopo il suo pensionamento, riprese la propria attività di ricerca teorica sulle stelle binarie, pubblicando alcuni lavori tra il 1972 e il 1975. Morì a Milano nel febbraio del 1976 dopo lunga malattia.
Gli è stato dedicato l'asteroide 6746 Zagar , scoperto nel 1994 dall'Osservatorio San Vittore a Bologna.

## Opere
- Lezioni di astronomia sferica e teorica, CEDAM, Padova, 1941.
- Astronomia sferica e teorica, Nicola Zanichelli Editore, Bologna, 1948 (con successive edizioni e ristampe).